# Федорівка (Куяльницька сільська громада)
Фе́дорівка — село Куяльницької сільської громади в Подільському районі Одеської області, Україна. Населення становить 460 осіб.

## Історія
Під час організованого радянською владою Голодомору 1932—1933 років помер щонайменше 1 житель села.
Колишній орган місцевого самоврядування — Новоселівська сільська рада.
12 червня 2020 року, відповідно до Розпорядження Кабінету Міністрів України від № 724-р «Про визначення адміністративних центрів та затвердження територій територіальних громад Одеської області», увійшло до складу Куяльницької сільської територіальної громади.
19 липня 2020 року, в результаті адміністративно-територіальної реформи і ліквідації Подільського району (1923-2020), село увійшло до складу новоутвореного Подільського району Одеської області.

## Населення

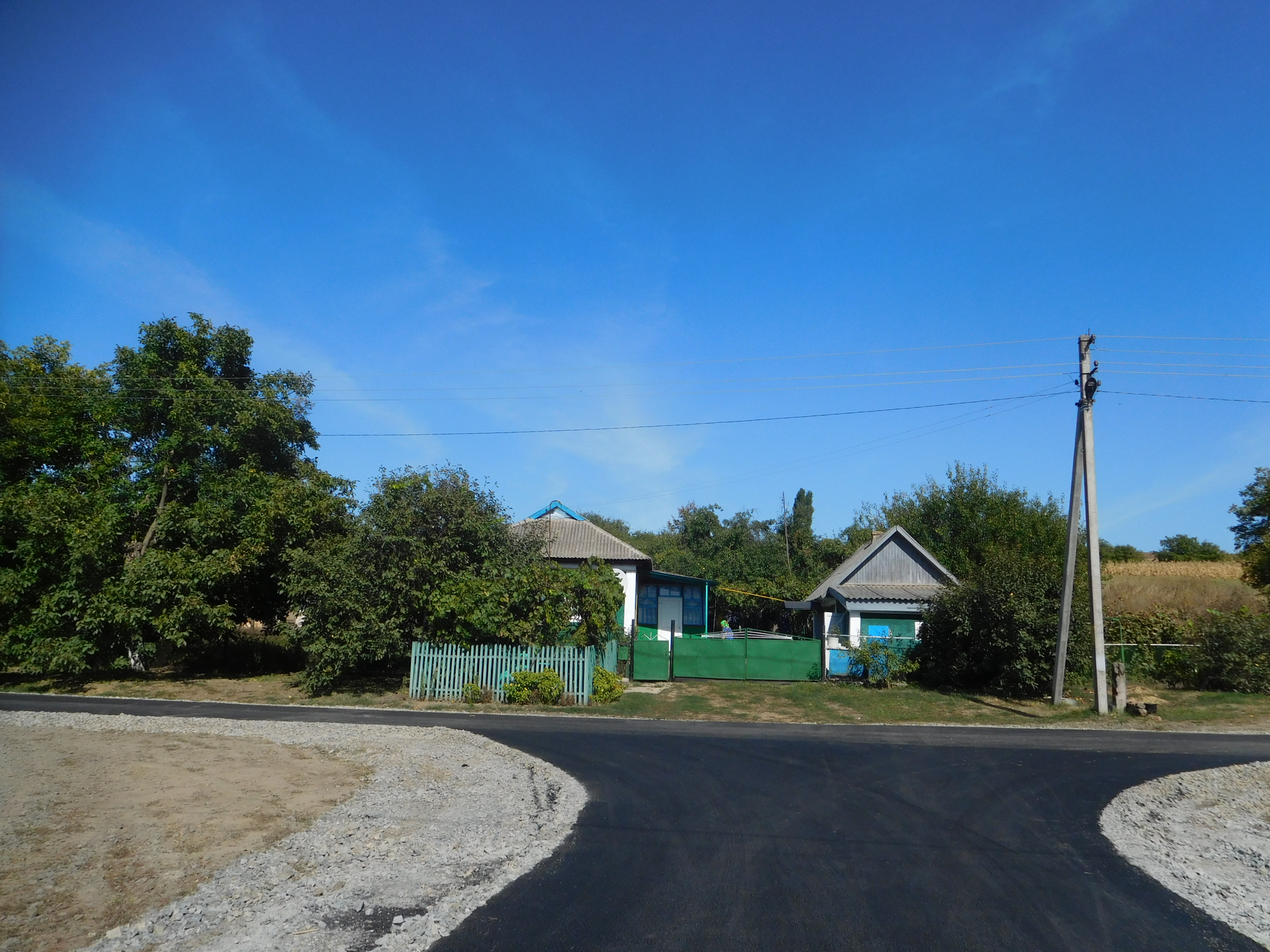
Вулиці села

Згідно з переписом УРСР 1989 року чисельність наявного населення села становила 531 особа, з яких 234 чоловіки та 297 жінок.
За переписом населення України 2001 року в селі мешкало 460 осіб.

### Мова
Розподіл населення за рідною мовою за даними перепису 2001 року:
| Мова       | Відсоток |
| ---------- | -------- |
| українська | 78,26 %  |
| румунська  | 12,39 %  |
| російська  | 7,61 %   |
| білоруська | 0,22 %   |
| болгарська | 0,22 %   |
| німецька   | 0,22 %   |
| інші       | 1,08 %   |